# 长轩岭街道
长轩岭街道，是中华人民共和国湖北省武汉市黄陂区下辖的一个乡镇级行政单位。

## 行政区划
长轩岭街道下辖以下地区：
长岭社区、石门社区、平峰村、桃园河村、油榨村、平港村、十棵松村、羊角山村、赵畈村、杨田村、南洲田村、仙河店村、徐冲村、张都桥村、短岭村、狮子山村、长岭村、东风村、院子村、黄土园村、泊沫村、绿林村、创造村、韩畈村、向家咀村、官田村、三家店村、户冲村、虎桥村、塘上村、七房湾村、大屋岗村和竹园村。